# Jeff Sarwer
Jeffrey William "Jeff" Sarwer (Kingston, 14 maggio 1978) è uno scacchista, giocatore di poker ed ex bambino prodigio canadese con cittadinanza finlandese.
È stato campione del mondo under 10 di scacchi nel 1986.

## Biografia
Jeff Sarwer nacque il 14 maggio 1978 nella città canadese di Kingston, da padre canadese e madre finlandese. Conobbe le regole degli scacchi alla tenerissima età di 4 anni grazie alla sorella più grande di lui di 2 anni, Julia. All'età di 6 anni iniziò a giocare al Manhattan Chess Club di New York, probabilmente il club di scacchi più celebre a livello mondiale. Il presidente del club, Bruce Pandolfini, fu stupito dalla sua bravura e gli concesse l'iscrizione gratuita a vita, solitamente era riservata ai Grandi Maestri. Ogni anno, in occasione della Festa nazionale del Canada, sulla Collina del Parlamento ad Ottawa, Jeff, da quando ha compiuto 7 anni, giocava partite simultanee arrivando ad affrontare fino a 40 partecipanti. Frequentava anche il Washington Park, dove giocava partite lampo.
Nel 1986 Sarwer vinse all'età di 8 anni il campionato mondiale giovanile per categoria under 10, che quell'anno si disputava a San Juan, rappresentando la federazione canadese. Il responsabile della American Cheese Society disse: "Jeff ha 9 anni ed è più forte di Bobby Fischer di quando aveva 11 anni.” Bruce Pandolfini invece disse: "Tra migliaia di bambini ai quali ho insegnato, Jeff è sicuramente il più straordinario giovane giocatore che abbia mai visto."

### Carriera
All'età di 8 anni, Jeff attirò l'attenzione del maestro Edmar Mednis, che lo invitò ad analizzare il match del campionato del mondo tra Garry Kasparov e Anatoly Karpov alla PBS. Jeff e sua sorella, anch'essa campionessa mondiale tra le ragazze sotto i 10 anni, apparirono in TV commentando nuovamente il match di rivincita. Dopo questo evento, diventarono entrambi famosi per comparire successivamente in diversi programmi televisivi. Furono persino protagonisti di un documentario.
Alcune riviste come GQ o Sports Illustrated scrissero diversi articoli sia su Jeff che sulla sua famiglia, spesso sottolineando il loro strano stile di vita e gli strani e ambigui comportamenti del padre.
Quando suo padre Mike non fu più in grado di controllare completamente la vita di suo figlio, non gli permise più di giocare professionalmente a scacchi. Lasciò New York con la famiglia finendo al centro di una incresciosa vicenda che vide anche l'intervento della Children's Aid Society dell'Ontario. L'associazione concesse a Vanity Fair un'intervista durante la quale descrisse la violenza che subirono i due bambini per colpa del padre Mike, per cui furono costretti a sottrarli alla famiglia naturale per concederli in affido ad una famiglia affidataria. Nell'intervista l'associazione confidò che il padre di Jeff non mandava i figli a scuola, confessando che abusava di loro fisicamente e mentalmente. Ma Jeff e Julia fuggirono comunque dalla famiglia affidatari, ritornando dal padre.

### Il ritorno agli scacchi
Nel settembre del 2007, Jeff prese parte al 10º torneo internazionale di scacchi rapidi per la Coppa del Castello di Malbork. Tra 86 giocatori e 4 grandi maestri, Jeff giunse terzo con 7 punti in 9 partite. Era la prima volta in cui ha giocato con il proprio nome. Fino a quel giorno si presentava sempre con lo pseudonimo di Ray Philips.

### Gli inizi con il poker
Dal dicembre 2008, Jeff prese parte all'European Poker Tour, concludendo 5 tornei a Vilamoura il 22 dicembre 2009, classificandosi al terzo posto e guadagnando il premio più alto nella sua carriera, per un importo complessivo di 232.704 $.

## Nella cultura di massa
Nel 1993 venne girato il film In cerca di Bobby Fischer, in cui Jeff venne interpretato con il nome "Jonathan Poe". Nel momento clou del film, nella finale della partita, riceve la proposta da parte dell'avversario per un pareggio, ma che non accetta, perdendo. In realtà, Jeff Sarwer ed il suo avversario Joshua Waitzkin pareggiarono, condividendo il primo posto. In quel tempo Jeff aveva 7 anni e Josh 9 anni.